# 米丸乃絵
米丸 乃絵（よねまる のえ、2001年8月5日 - ）は、熊本県出身のボートレーサー。熊本県立大津高校卒業。登録第5193号。福岡支部所属。。
128期。同期には飛田江己、神里琴音、鰐部太空海らがいる。師匠は永田啓二。

## 来歴
- 2021年5月15日からボートレース若松で開催された 一般戦「創刊５５周年九州スポーツ杯」2Rでデビュー(6着)[2]。
- 2021年12月9日のボートレース児島で開催の 一般戦「デイリースポーツ杯」7Rで5コースからのまくりで初勝利[3]。

## 人物・エピソード
- ボートレーサーを目指した切っ掛けは父親の勧め[4]。
- ボートレース福岡のYoutubeチャンネル「ニシヤマの部屋」に出演した際、調味料のさしすせそが言えないことで話題になった。[5]
- ボートレース公式映像配信 JLCレジャーチャンネルの「このボートレーサがすごい」にて、萩原秀人、魚谷香織、日高逸子ら3名から名前を挙げられている。[6][7][8]
- ボートレース公式映像配信 JLCレジャーチャンネルの「野添探偵社 第48話」にて、タレントの福留光帆の父の激推しレーサーとして紹介されている。[9]